# Andrés Cuesta
Andrés Cuesta (bisbat d'Osma, Hontoria de Valdearados (Burgos), ca. 1516 — Monestir de Montserrat, 1564). Eclesiàstic castellà, fou professor de Teologia a la universitat d'Alcalá de Henares i bisbe de Lleó.

## Biografia
Neix a la part occidental de la diòcesi d'Osma, possiblement a Hontoria de Valdearados o a Quintanarraya, pertanyents a l'actual província de Burgos, a principis del segle xvi.
En 1535 dona classes d'Arts a la universitat de Sigüenza, on possiblement havia cursat estudis.
El 15 d'octubre de 1536 entra de col·legial a la universitat d'Alcalá de Henares.
En octubre de 1545 obté la càtedra de Nominals o de Gabriel a la universitat d'Alcalá de Henares; i en desembre de 1549 la càtedra de Scot, que la renova en febrer de 1554, fins a la seva promoció al bisbat de Lleó.
En 1555 Carles V envia a Cuesta a Santiago de Compostel·la, mitjançant provisió reial de 25 de juny, on realitza una visita d'inspecció al col·legi major de Santiago Alfeo, germen de la universitat de Santiago de Compostel·la, forma les Constitucions i regla els estudis, donant pas al començament efectiu de la universitat.
Felip II el presenta per a bisbe de Lleó el 10 de febrer de 1557, el 15 de juny el rei mana al capítol de la catedral de Lleó que nomene a Andrés Cuesta administrador apostòlic de la diòcesi, és confirmat bisbe el 10 de desembre, i pren possessió, mitjançant procurador, l'11 de març de 1558.
Gaspar Cardillo Villalpando li dedica el seu Comentarii in libros de priore resolutione, publicar en 1557, i Benito Arias Montano, deixeble seu a Alcalá, escriu un elogi de Cuesta en la seva obra Rhetoricorum libri IIII, escrita en 1563.
En 1559 és processat per haver donat conformitat al catecisme de Bartolomé de Carranza, arquebisbe de Toledo, per l'Inquisidor General Fernando de Valdés, dins del procés general contra el mateix Carranza. El 14 d'octubre compareix a Valladolid davant el Consell General de la Inquisició on ratifica el seu dictamen favorable al catecisme donat l'any anterior, i li demanen que torne a examinar-lo; i des de Villalón de Campos, el 25 de gener de 1560 envia nou dictamen favorable, sense cedir a les pressions.
Dins la seva diòcesi, l'any 1560, Andrés Cuesta ha de lluitar contra la superxeria religiosa, i denuncia la falsedat dels anomenats “Miracles de Mayorga”, patint atacs dels crèduls i dels interessats.
Arriba a Trento el 23 de novembre de 1561, i assisteix a les sessions del tercer període del concili sota el papat de Pius IV, des del 18 de gener de 1562 fins al 4 de desembre de 1563: participa en la formulació de la doctrina sobre el sagrament de l'Orde sacerdotal, i emet el seu parer sobre la potestat i jurisdicció dels bisbes, i sobre la dissolució del matrimoni. Des de Trento mana que s'imprimisca un breviari per a la seva diòcesi.
Quan tornava del concili de Trento, a la primera meitat de l'any 1564, mor visitant el monestir de Montserrat. Fou soterrar en la capella de sant Benet.